# Хюсеин Авни бей
Вижте пояснителната страница за други личности с името Хюсеин Авни.
Хюсеин Авни бей (на турски: Hüseyin Avni Bey) е офицер от османската армия, подполковник.

## Биография
Хюсеин Авни е роден в Битоля, Османска империя. Баща му е каймакам на Битолския вилает. Присъединява се към армията и е назначен за командир на 57-и полк с чин бинбашия (майор). Полкът е стациониран в Родосто и през февруари 1915 година е изпратен към Галиполи. На 24 февруари пристига с параход в Майдос. След битките от 25 – 28 април Хюсеин Авни е повишен в подпокловник. На 13 август 1915 година е убит от снаряд на командния си пост. Униформата му е изложена във Военния музей в Истанбул.
След реформите на Ататюрк семейството му приема фамилията Аръбурун - турското име на залива Анзак. Негов син е Текин Аръбурун, началник-щаб на турските военновъздушни сили.